# 迪拉德 (北卡羅萊納州)
迪拉德（英語：Dillard）是位於美國北卡羅萊納州斯托克斯縣的非建制地區。

## 歷史
迪拉德的郵局於1884年設立，其後於1920年停運。

## 地理
迪拉德所處的海拔為高於海平面283米（即928英呎），而該地所採用的時區為UTC-5，即北美东部时区（EST）。同時該地設有夏令時間，為UTC-5調快一小時，即UTC-4（EDT）。